# The Aristocrats (film)
The Aristocrats è un film documentario del 2005 incentrato sull'omonima barzelletta. È stato ideato, diretto e prodotto dai comici Penn Jillette e Paul Provenza, montato da Emery Emery e distribuito nelle sale da THINKFilm.

## La barzelletta
"The Aristocrats" è una barzelletta oscena di vecchia data, molto conosciuta tra i comici anglofoni, nella quale la premessa e la battuta finale sono quasi sempre le stesse, o simili, mentre la parte centrale è lunga a piacere e spesso viene completamente improvvisata.
La barzelletta ruota attorno a una famiglia che propone uno spettacolo a un agente teatrale. Solitamente inizia con: «Una famiglia entra nell'ufficio di un agente teatrale». In seguito la famiglia mette in scena lo spettacolo di fronte all'agente, o alternativamente glielo descrive (in tal caso al posto della famiglia può esserci una singola persona). Da questo momento, fino alla battuta finale, colui che racconta la barzelletta deve descrivere ad libitum lo spettacolo più scioccante e osceno che possa immaginare. Spesso questa parte include argomenti quali incesto, sesso di gruppo, violenza sessuale e non, defecazione, coprofilia, necrofilia, zooerastia, abuso minorile e vari altri argomenti tabù.
La barzelletta termina con l'agente, scioccato ma allo stesso tempo colpito, che chiede: «E come si intitola lo spettacolo?». La battuta finale è la risposta: «Gli aristocratici».

## Il documentario
Il documentario consiste in una serie di interviste a vari comici e attori. Gli intervistati raccontano la propria versione della barzelletta e si lasciano andare a ricordi e aneddoti su di essa, la sua storia e la sua logica. Un aspetto chiave della barzelletta è che non viene quasi mai raccontata di fronte al pubblico come parte di uno spettacolo comico ma è un'inside joke tra gli stessi comici, usata per sfidarsi a chi riesce a raccontare la versione più divertente e oltraggiosa.
Anche se la maggior parte delle versioni raccontate nel documentario seguono, con leggere varianti, lo schema standard dato da una descrizione oscena seguita dalla battuta «Gli aristocratici», altre versioni modificano sostanzialmente la barzelletta. Wendy Liebman, ad esempio, ne ha invertito la logica descrivendo uno spettacolo bello ed elegante e usando nel finale un titolo volgare.

### La barzelletta raccontata alN.Y. Friars Club Roast of Hugh Hefner
Il film include alcuni filmati estratti dal roast di Hugh Hefner organizzato da Comedy Central e il New York Friars Club, nei quali il comico Gilbert Gottfried racconta al pubblico la barzelletta "The Aristocrats", che è stata quasi interamente censurata nella messa in onda televisiva.
Lo spettacolo è stato registrato il 29 settembre 2001, a meno di tre settimane dagli attentati dell'11 settembre. La barzelletta è stata perciò raccontata, secondo gli ideatori del documentario, in un momento in cui i personaggi dello spettacolo erano ancora incerti su cosa fosse accettabile in tema di comicità all'indomani della tragedia.
Gottfried iniziò la sua esibizione con una battuta in cui affermava che sarebbe dovuto partire quella notte stessa alla volta di Los Angeles, non essendo riuscito a prendere un volo diretto, tant'è che per il suo era in programma una sosta all'Empire State Building. La battuta, con un chiaro riferimento agli eventi dell'11 settembre, venne accolta male dal pubblico, che fischiò il comico urlandogli «Troppo presto!».
In risposta Gottfried raccontò una versione particolarmente oscena di "The Aristocrats" che, secondo il documentario, servì da esperienza catartica per il pubblico, da quanto fu inaspettata e scioccante. Mentre raccontava la barzelletta Gottfried disse scherzosamente al pubblico: «Può darsi che dovranno pulirla un po' per la TV».

## Gli intervistati
I personaggi famosi intervistati nel documentario sono:
- Chris Albrecht
- Jason Alexander
- Hank Azaria
- Shelley Berman
- Steven Banks (Billy the Mime)
- Lewis Black
- David Brenner
- Mario Cantone
- Drew Carey
- George Carlin
- Margaret Cho
- Mark Cohen
- Carrot Top
- Billy Connolly
- Tim Conway
- Pat Cooper
- Wayne Cotter
- Andy Dick
- Frank DiGiacomo
- Phyllis Diller
- Susie Essman
- Carrie Fisher
- Joe Franklin
- Todd Glass
- Judy Gold
- Whoopi Goldberg
- Eddie Gorodetsky
- Gilbert Gottfried
- Dana Gould
- Allan Havey
- Eric Idle
- Dom Irrera
- Eddie Izzard
- Richard Jeni
- Jake Johannsen
- The Amazing Johnathan
- Alan Kirschenbaum
- Jay Kogen
- Sue Kolinsky
- Paul Krassner
- Cathy Ladman
- Lisa Lampanelli
- Richard Lewis
- Wendy Liebman
- Bill Maher
- Howie Mandel
- Merrill Markoe
- Jay Marshall
- Jackie Martling
- Chuck McCann
- Michael McKean
- Eric Mead
- Larry Miller
- Martin Mull
- Kevin Nealon
- Taylor Negron
- Staff editoriale di The Onion
- Otto & George
- Rick Overton
- Gary Owens
- Trey Parker e Matt Stone
- The Passing Zone
- Penn & Teller
- Emo Philips
- Peter Pitofsky
- Kevin Pollak
- Paul Reiser
- Andy Richter
- Don Rickles
- Chris Rock
- Gregg Rogell
- Jeffrey Ross
- Jon Ross
- Rita Rudner
- Bob Saget
- T. Sean Shannon
- Harry Shearer
- Sarah Silverman
- Bobby Slayton
- Smothers Brothers
- Carrie Snow
- Doug Stanhope
- David Steinberg
- Jon Stewart
- Larry Storch
- Rip Taylor
- Dave Thomas
- Johnny Thompson
- Peter Tilden
- Bruce Vilanch
- Fred Willard
- Robin Williams
- Steven Wright

## Accoglienza
The Aristocrats è stato generalmente ben accolto dalla critica. Il sito Rotten Tomatoes gli ha attribuito una percentuale del 79% di approvazione sulla base di 149 recensioni, mentre Metacritic, gli ha dato un punteggio di 72 su 100, sulla base di 39 recensioni.